# Витебский центральный архив древних актов
Витебский центральный архив древних актов (Центральный архив древних актовых книг Витебской и Могилёвской губерний) — архивное учреждение в Витебске, существовавшее в 1862—1902 годах.

## История
Основание архива было связано с участившимися случаями подделок записей в актовых книгах, хранившихся преимущественно в судебных учреждениях и доступных для фальсификаций. Как правило, фальсификации осуществлялись для доказательства дворянского происхождения и для легализации претензий на земельные владения. 2 апреля 1852 года император Николай I издал указ Правительствующему сенату «Об учреждении в Киеве, Витебске и Вильно центральных архивов для актовых книг западных губерний».
В отличие от Виленского центрального архива древних актов, Витебский архив был подчинён Министерству внутренних дел и был открыт в конце 1862 года. В архив были сведены документы из присутственных мест Витебской и Могилёвской губерний. Архив расположился в здании закрытого в 1840-х годах бывшего фарного костёла (барочный Костёл пресвятой Троицы). В 1896 году в архиве находилось 1823 книги (до 300 000 актов).
Первым архивариусом стал археограф-любитель, инспектор Динабургской гимназии А. М. Сазонов. После смерти Сазонова в 1886 году его сменил М. Л. Верёвкин. В начале 1890-х планировалось объединение архива с Виленским центральным архивом древних актов, однако Верёвкин выступал резко против объединения, и оно было отложено. 22 января 1896 года Витебский центральных архив древних актов был переподчинён Министерству народного просвещения. После смерти Верёвкина 20 февраля 1896 года исполняющим обязанности архивариуса был назначен А. П. Сапунов. После перехода Сапунова на работу в Московский университет архивариусом стал известный архивист и археограф Д. И. Довгялло.
Важным направлением деятельности архива была публикация документов. Было выпущено 32 тома Историко-юридических материалов с документами XVI-XVIII веков. Специфика документов, хранившихся в архиве, предопределила отличительную особенность Историко-юридических материалов — там содержались почти исключительно актовые документы городов. Всего было опубликовано более 3000 различных документов.
24 ноября 1902 года было принято решение об упразднении архива с 1 января 1903 года; все его документы передавались в аналогичный архив в Вильно. Последний, 32-й том ИЮМ был издан в 1906 году, а последняя актовая книга была перевезена в Вильно в 1908 году.

## Архивариусы
- А. М. Сазонов
- М. Л. Верёвкин (с 1886)
- А. П. Сапунов (с 1896)
- Д. И. Довгялло (с 1897)